# Mistrzostwa Świata Sezonu 1 w League of Legends
Mistrzostwa Świata Sezonu 1 w League of Legends – pierwsza edycja e-sportowych Mistrzostw Świata w League of Legends, która odbyła się w Szwecji podczas DreamHack Summer 2011.
Drużyna Fnatic pokonała 2:1, drugą europejską drużynę against All authority. Było to pierwsze zwycięstwo drużyny Fnatic oraz pierwsze dla Europy.

## Zakwalifikowane drużyny
W mistrzostwach wzięło udział 8 drużyn z czterech regionów.
| Region           | Drużyna               | ID       |
| ---------------- | --------------------- | -------- |
| Europa           | against All authority | aAa      |
| Europa           | ⁠⁠Team GAMED.DE         | gamed!de |
| Europa           | ⁠⁠FnaticMSI             | FNC      |
| Ameryka Północna | Team SoloMid          | TSM      |
| Ameryka Północna | ⁠⁠Epik Gamer            | EPIK     |
| Ameryka Północna | ⁠⁠Counter Logic Gaming  | CLG      |
| Singapur         | XAN                   | XAN      |
| Filipiny         | Pacific eSports       | PCFC     |

## Faza Grupowa
Drużyny z czwartego miejsca odpadły z turnieju, drużyny z trzeciego i drugiego miejsca walczyły w pierwszej rundzie fazy pucharowej, drużyny z pierwszego miejsca awansowały do drugiej rundy.

### Grupa A
| Drużyna               | W | P |
| --------------------- | - | - |
| ⁠Epik Gamer            | 3 | 0 |
| ⁠⁠against All authority | 2 | 1 |
| ⁠⁠FnaticMSI             | 1 | 2 |
| ⁠⁠Pacific eSports       | 0 | 3 |

### Grupa B
| Drużyna              | W | P |
| -------------------- | - | - |
| Team SoloMid         | 2 | 1 |
| Counter Logic Gaming | 2 | 1 |
| Team GAMED.DE        | 1 | 2 |
| XAN                  | 1 | 2 |

## Faza Pucharowa
W rundzie pierwszej ⁠⁠against All authority wygrało 2:0 z gamed!de, a ⁠⁠FnaticMSI wygrało 2:1 z Counter Logic Gaming. W meczu o piąte miejsce wygrało CLG.
W rundzie drugiej against All authority wygrało 2:1 z Team SoloMid, a ⁠⁠FnaticMSI wygrało 2:0 z EPIK Gamer. W drabince przegranych EPIK przegrało 0:2 z TSM, zajmując czwarte miejsce.
W rundzie trzeciej against All authority przegrało 0:2 z FnaticMSI, a w drabince przegranych TSM przegrało 0:2 z against All authority, zajmując trzecie miejsce.
W rundzie finałowej FnaticMSI wygrało 2:1 z against All authority. Najlepsza czwórka:
| Miejsce | Zespół                | Gracze                          | Gracze                     | Gracze                      | Gracze                            | Gracze                     | Nagrody pieniężne |
| Miejsce | Zespół                | Top                             | Dżungla                    | Środek                      | ADC                               | Wsparcie                   | Nagrody pieniężne |
| ------- | --------------------- | ------------------------------- | -------------------------- | --------------------------- | --------------------------------- | -------------------------- | ----------------- |
| 1       | Fnatic                | xPeke (Enrique Cedeño Martinez) | CyanideFI (Lauri Happonen) | Shushei (Maciej Ratuszniak) | LaMiaZeaLoT (Manuel Mildenberger) | Mellisan (Peter Meisrimel) | 50 000 $          |
| 2       | against All authority | sOAZ (Paul Boyer)               | Linak (Damien Lorthios)    | MoMa (Maik Wallus)          | YellOwStaR (Bora Kim)             | Kujaa (Jérôme Negretti)    | 25 000 $          |
| 3       | Team SoloMid          | TheRainMan (Christian Kahmann)  | TheOddOne (Brian Wyllie)   | Reginald (Andy Dinh)        | Chaox (Shan Huang)                | Xpecial (Alex Chu)         | 10 000 $          |
| 4       | Epik Gamer            | Westrice (Jonathan Nguyen)      | Dan Dinh (Daniel Dinh)     | Salce (Trevor Salce)        | Dyrus (Marcus Hill)               | Doublelift (Yiliang Peng)  | 7 000 $           |

## Nagrody
Członkowie zwycięskiej drużyny zdobyli nagrodę pieniężną w wysokości 50 tysięcy dolarów.